# Мій чоловік — іншопланетянин
Мій чоловік — іншопланетянин (рос. Мой муж — инопланетянин) — радянська кінокомедія 1990 року. Режисер — Валентин Ховенко.

## Сюжет
Вірній дружині Люсі дістався гулящий чоловік Віктор. Він не тільки зраджує своїй дружині, але і нескінченно придумує ідіотські пояснення своїм «пригодам». Одного разу він повертається додому голий і зі слідами помади. Як стверджує Віктор, його пограбували. Вночі ж він же заявляє, що є прибульцем. Незабаром після цього Люся зустрічає чоловіка в метро, проте той поводиться так, як ніби бачить її вперше в житті.

## У ролях
- Світлана Рябова — Люся
- Сергій Мигицко — Віктор/Казимир
- Світлана Крючкова — Віра, подруга Люсі
- Володимир Ільїн — Всеволод Аскольдович Китаєць, пацієнт Люсі, кінолог
- Михайло Кокшенов — Серьожа
- Роман Ткачук — Рашид, сусід
- Лев Перфілов — Михайло Семенович, стоматолог
- Надія Самсонова — Анеля Карлівна, мама Люсі
- Павло Касинський — Гоша, син Віри
- Олена Бушуєва — пацієнтка стоматолога
- Михайло Богдасаров — музикант в ресторані
- Микола Парфьонов — швейцар в ресторані
- Еммануїл Геллер — посильний з трояндами
- Олеся Іванова — працівниця метро
- Людмила Артем'єва — працівниця пральні
- Ігор Бушмелев
- Юрій Внуков — офіціант
- Сергій Ніколаєв
- Готліб Ронінсон — пацієнт стоматолога

## Знімальна група
- Сценарій: Микола Преображенський
- Режисер: Валентин Ховенко
- Оператор: Євген Гуслінскій
- Композитор: Мераб Гагнідзе
- Художник: Валентин Коновалов